# Pentanchus profundicolus
Pentanchus profundicolus е вид дребна дълбоководна пилозъба акула семейство котешки акули (Scyliorhinidae).

## Разпространение и местообитание
Видът обитава Море Минданао на дълбочина около 1000 m.

## Описание
Рибата притежава само една гръбна перка, пет двойки хрилни отвори и достига на дължина до 51 cm.